# شعب إيلوكانو

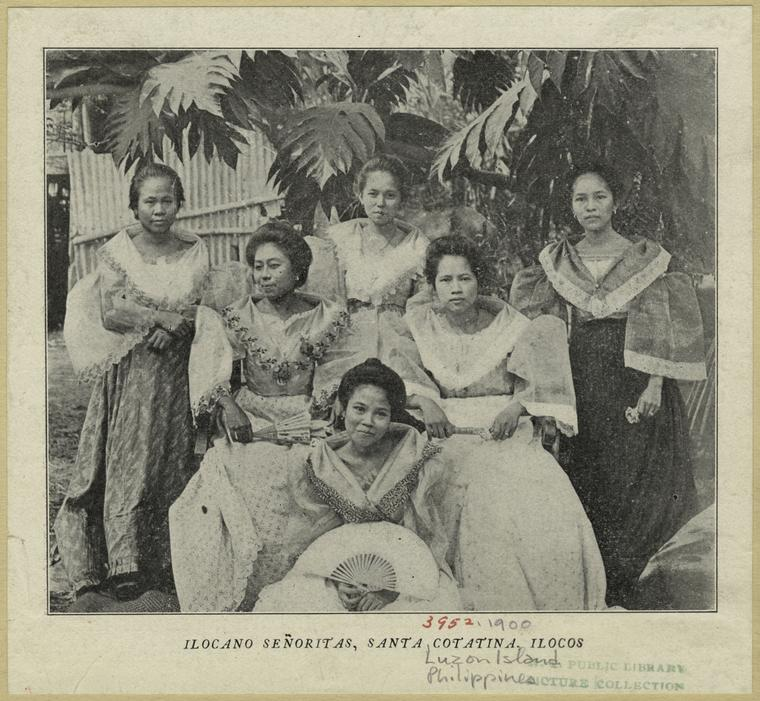
نساء من شعب الإيلوكانو في سانتا كاتالينا حوالي سنة 1900.

يعد شعب إيلوكانو أو إيلوكو ثالث أكبر مجموعة إثنولغوية فلبينية ويستقر معظمهم ضمن منطقة إيلوكوس على الساحل الشمالي الغربي للوزون، الفلبين.

## تاريخ

### التاريخ القديم
توجد نظريتان بارزتان بين المؤرخين تتعلق بانتشار ما يطلق عليه المؤرخون الشعوب الأسترونيزية.
- تفرض نظرية نشرها عالم الأنثروبولوجيا هنري أوتلي باير، تعرف باسم نظرية موجة الهجرة، أنه بين عامي 300 و200 قبل الميلاد،[1] وصلت مجموعة مهاجرة من الشعوب الأسترونيزية من جزيرة بورنيو إلى شواطئ شمال غرب لوزون. على ما يبدو أنهم كانوا المجموعة الأحدث ضمن موجات الهجرة الثلاث إلى الفلبين، وعرفوا باسم الملايو. قبل وصولهم، كان سكان شمال غرب لوزون شعبًا مختلفًا من الشعوب الناطقة بالأسترونيزية يعرفون باسم مجموعة بروتو-ملايو، والتي تتألف من شعوب تينغويان، وإسناغ، وكالينغا، وكانكاناي، وبونتوك وغيرها من القبائل المعروفة اليوم باسم شعب إغوروت. قبل وصول الإغوروت، كان يوجد الشعب المعروف اليوم باسم آيتا أو نيغريتوس. تظهر دراسات مختلفة أن شعب إيلوكانو جاء إلى لوزون الشمالية الغربية مع شعوب كالينغا، وأبايو، وتينغويان.[2] مع مرور الوقت، حصلت زيجات مختلطة بين مجموعة بروتو-ملايو وشعب آيتا، وعاش المتحدرون منهم على طول سواحل شمال غرب لوزون، وهم أول من التقى بهم الإسبان وأسموهم شعب إيلوكانو.
- في الوقت الحاضر، النظرية الأكثر قبولًا هي نموذج «من خارج تايوان». يطرح هذا النموذج فكرة أن أسلاف الشعوب الأسترونيزية اليوم نشأت من هجرات من جزيرة تايوان حصلت خلال فترة العصر الحجري الحديث.

#### البنية الاجتماعية
في حين أطلق الإسبان اسم «برنجيه» (بمعنى بلدة) على المستوطنات في منطقة إيلوكوس بعد الاحتكاك بها، دعا الإيلوكانو بلداتهم «إيلي»، في حين أطلقو على مجموعة المنازل الأصغر اسم «بوروك» (بمعنى حارة).
كان هؤلاء المقيمون في آلي منظمين ضمن مجتمع طبقي. على رأس النظام الطبقي يوجد الرئيس أو ما يدعى أغتوراي أو آري وعائلته. كسب الآري منصبه بسبب القوة والثروة والحكمة. يمكن أيضًا أن يكون هذا المنصب موروثًا وعادةً ما يكون مخصصًا للذكور؛ إلا أنه يمكن القبول بامرأة قوية في حالة عدم وجود ذكر متاح.
إذا تبين للإلي أن الوارث ضعيف، فإن عائلة آري أخرى ستحل محل سابقتها ويمكن لعائلة آري السابقة أن تنزل من من طبقتها. قام الآري، بالاشتراك مع مجموعة من الشيوخ تسمى آماين أو بانغلاكاين إيلي، بإدارة العدل وحكم الحياة اليومية للإيلي وقيادة الشعب إلى الحرب إذا لزم الأمر.
يقبع تحت منزلة الآري الباباكنانغ الأثرياء، أو ماهارليكا في التغلوغ، الذين يستطيع بعضهم بسهولة الانتقال لمنصب الآري. حافظوا على ثروتهم من خلال تحكمهم بالتجارة مع الصينيين واليابانيين والإغوروت والتغلوغ. شملت السلع التي تم تداولها عادة الأرز، والقطن، والذهب، والشمع، والحديد، والخرزات الزجاجية، والعسل، والجرار الزجاجية التي يطلق عليها اسم بورناي.
تأتي أسفل الباباكنانغ طبقة الكايليانس، وهي الطبقة التي ساعدت الآري في الإبحار، وعملت في حقوله/حقولها، وساهمت في تحضير الاحتفالات. في المقابل، حصل الكايليانس على هدايا من الآري مباشرة.
يأتي الكاتالونان تحت الباباكنانغ والكايليانس، وكانوا مزارعين مستأجرين يشكلون أغلبية السكان في الإلي (الحي). مارسوا إلى حد كبير الزراعة في الحقول الرطبة التي تضمنت الأرز والقلقاس، وكذلك الزراعة الجافة التي تضمنت القطن.
يقبع الأوبينع في قاع مجتمع الإيلوكانو قبل الاستعمار، وتحتهم التاغابو، الذين يطلق عليهم أيضًا اسم «أديبن». كان الأوبينع خدمًا في حين كان التاغابو عبيدًا. حصل التاغابو على منزلتهم الاجتماعية عبر الديون المعلقة، أو إهانتهم فردًا من الباباكنانغ أو الآري، بكونهم أسرى حرب، أو عبر وراثة ديون أسلافهم.

#### المظهر
يطلق كل من رجال ونساء الإيلوكانو شعرهم طويلًا، ولكنهم يربطونه بطرق مختلفة. تلف بعض النساء شعرهن لصنع كعكة (تسريحة شعر)، في حين يلف بعض الرجال شعرهم لإخفائه تحت عمامة تدعى بانغال أو بوتونغ. حملت أنماط وألوان البنغال العديد من المعاني. مثلًا، تشير العمامة الحمراء على أن صاحبها قتل أناسًا، في حين يشير النمط المخطط للعمامة على أن صاحبها قتل سبعة أشخاص أو أكثر.
بالإضافة للعمامة، ارتدى المزارعون وصيادو الأسماك قبعة من القرع تدعى كاتوكونغ خلال الأيام المشمسة أو المطيرة. صنعت الكاتوكونغ من قرع كالاباش خياري المجوف والمجفف أو كما يدعى بالتابونغو لدى الإيلكانو مبطن بالساريب مستدير الأوراق، أو النيبا، أو البامبو، أو الراتان. ارتدوا أيضًا في الغالب خلال الأيام المطيرة قباءً (ثوب يوضع على الكتف يغطى الصدر والظهر) يدعى أنانغا، سمّي أيضًت «لابيغ» أو «كالابياو»، والذي غالبًا ما صنع من أوراق نخيل نيبا.

### من العصر الإسباني وحتى جمهورية الفلبين

#### خوان دي سالسيدو
استكشف الفاتح الإسباني خوان دي سالسيدو المناطق الشمالية للفلبين سنة 1571، سافر إلى منطقة إيلوكوس (فضلًا عن أماكن أخرى)، واستعمر منطقة الشمال، مقيمًا عدة بلديات إسبانية، منها فيلا فرناندينا المعروفة بمدينة فيغان حاليًا، وتاغودين.

#### الحرب مع زامباله وبانغاسينان
في عام 1660، تحالف أندريس مالونغ، رئيس سان كارلوس أو بانغاسينان أو بانالاتونغان كما كان يطلق عليها آنذاك، مع سكان زامباله في محاولة منه لاستبعاد المستعمرين الإسبانيين وردع أولئك الذين ساندوا إسبانيا. عمل مالونغ سابقًا لدى الإسبان للمساعدة في إستعمار المدن والقرى غير المسيحية في بانغاسينان، ومع إخضاع مالونج لآخرين، أدرك استطاعته أيضًا التغلب على الإسبان الذين فاقوهم عددًا.
توّج مالونغ مع حلفائه من زامباله ملكًا على بانجاسينان وبعث برسائل إلى جميع رؤساء منطقة إيلوكوس وبامبانغا ووادي كاغايان طالبًا منهم التحالف أيضًا والاعتراف بمالونغ ملكًا عليهم وقتل أي إسباني بينهم. وفي حال لم يرضخوا لذلك، حذر مالونغ من غزوهم وعقابهم لعدم انضمامهم لقضيته.
على عكس بانغاسينان وزامباله، كانت إيلوكس في ذلك الوقت منطقة نشر فيها الإسبان جنودهم ومبشريهم وأمنوها على صعيد منتظم. سرعان ما أخضعت القوات الإسبانية مواقع مثل فيغان، وإيلوكوس سور، وتاغودين، أُنشأت حصون وكنائس كاثوليكية لإخضاع شعب الإيلوكانو إلى الإمبراطورية الإسبانية. كان الإسبان حثيثين في عمليتهم تلك من أجل تأمين استحقاقهم على تجارة الذهب في المنطقة مع الإغوروت. سعوا إلى منع القراصنة الصينيين واليابانيين والقوى الأوروبية المختلفة مثل الهولنديين أو الإنجليز من سلوك تلك الطرق التجارية. بالنظر إلى هذا التاريخ الحديث نسبيًا مع الإسبان وتحت تأثير المرسلين الكاثوليك في المقام الأول، رفض كثيرون من زعماء الإيلوكانو عرض أندريس مالونغ.
ردًا على رفضهم، أرسل مالونغ قائدًا من زامباله يدعى دون بيدرو غومابوس، الذي فتح مؤخرًا منطقة بامبانغا مع 6000 رجل، لغزو مناطق إيلوكوس بالإضافة إلى كاغايان. اجتمع غومابوس ورجاله مع 1500 من الإيلوكانو الموالين للإسبان تحت قيادة حاكم المنطقة مع المبشرين حتى. بذلك، سرعان ما انتصر جيش زامباله وبانغاسينان وسار في اتجاه الشمال إلى فيغان، إيلوكوس سور حيث طردوا المعاقل الإسبانية وأحرقوها هي والقرى المجاورة. مع إجلاء العديد من المبشرين الإسبان والسلطات الاستعمارية في إيلوكوس أو دفعهم للتراجع، طلب مالونغ من غومابوس تقديم العون له في بانغاسينان، حيث بدأ الأسبان في التقدم نحوه. بينما كان غومابوس وقواته سائرين عودة إلى نارفاكان، إيلوكوس سور، استمروا في الهجوم على قرى وبلدات الإيلكانو للحصول على الإمدادات. في نهاية المطاف، رد سكان نارفاكان على تكتيكات حرب العصابات بمساعدة حلفائهم من التينغويين. كان الانتقام من جانب شعب إيلوكانو مدمرًا وتسبب في المزيد من الخسائر في الأرواح في جيش غومابوس مقارنة بالخسائر التي تكبدتها قوات الإيلكانو بقيادة الإسبان.